# 影疾
影疾（英語：Shadowfax）是托爾金奇幻文學中土大陸裡的一匹馬，屬於米亞拉斯神駒（Mearas）此一種族，被稱為馬中之王，奔跑速度遠比中土大陸其他馬更快，也能理解人類的語言；為巫師甘道夫的坐騎。《魔戒現身》中描述影疾的血統「可直溯至天地初開之前，九戒靈的坐騎無法與牠相比」。影疾不能忍受於韁繩與馬鞍，只有甘道夫能夠駕馭牠；在其一生中還曾載過哈比人皮聘及矮人金靂。

## 生平
影疾本是洛汗國最頂尖的駿馬，第三紀元3018年甘道夫自歐散克塔脫逃後來到伊多拉斯，洛汗國王希優頓不情願地要甘道夫挑一匹馬後就離開，甘道夫便選擇了影疾，但影疾最初不讓他靠近，使甘道夫跟著牠走了好一段路。最後影疾成功為其馴服，載著甘道夫用最快速度來到夏爾附近，之後他們在食人妖森林分道揚鑣，之間已產生深厚的友誼。
在甘道夫重生成為白袍巫師後，他重新乘著影疾完成魔戒聖戰中的許多任務，包括參與聖盔谷之戰、載著哈比人皮聘前往米那斯提力斯等。在戒靈之首安格馬巫王攻入米那斯提力斯城門、所有剛鐸士兵皆四處逃散之時，載著甘道夫的影疾仍然毫不退縮。
索倫敗亡後，影疾可能與甘道夫一起渡海進入海外仙境，雖然這一點尚未被明確證實，但托爾金在信件中已有所暗示。

## 改編與影響
托爾金生前在發現橫渡英吉利海峽的水翼船未經過他的許可被命名為「影疾」後，對此十分氣憤:206-207。
加拿大不列顛哥倫比亞省Cadwallader Range的其中一座山峰也以影疾的名字命名。
在彼得·傑克森的《魔戒電影三部曲》中，對於原著裡的情節略作了調整，刪減了甘道夫到伊多拉斯挑選馬匹的部分，影疾的戲份被集中到第二集和第三集。該片中影疾的角色則由一匹安達盧西亞的馬布蘭科（Blanco）飾演。後來布蘭科也因在魔戒電影中的表現而成名，參與演出了多部電視劇，但牠在2014年因患上重病而被安樂死，許多魔戒影迷皆對此表示悼念。